# Nicandro Marinacci
Nicandro Marinacci (San Nicandro Garganico, 1º agosto 1954) è un politico italiano, dal 1996 al 2001 deputato del Parlamento italiano eletto nella lista CCD-CDU e poi transitato in UDR, CDU e Forza Italia. Dal 1995 al 2005 è stato sindaco di San Nicandro Garganico per il PPI.
Il 9 luglio 2025 è stato condannato dal Tribunale di Foggia a 7 anni e 7 mesi con l'accusa di aver stampato (e poi venduto) falsi diplomi OSS (Operatore socio-sanitario). Per altri motivi era già stato condannato due volte in passato.

## Biografia
Laureato in lingue e letteratura straniera, lavora come insegnante prima di diventare imprenditore. Nel 1995 con il PPI viene eletto sindaco di San Nicandro Garganico (carica che mantiene fino al 2005). Alle elezioni politiche del 1996 diventa Deputato della Repubblica Italiana con la lista formata da CCD e CDU (partito di cui fa parte). A inizio 1998 segue il CDU nel progetto che porta alla nascita dell'Unione Democratica per la Repubblica (UDR) come terzo polo di centro, nella primavera del 1999 però segue Rocco Buttiglione che abbandona l'UDR, in polemica con la leadership di Clemente Mastella, e risorge il CDU.
Nel dicembre del 2000 passa a Forza Italia. Nel 2001 termina il suo mandato parlamentare. 
Successivamente aderisce all'UDC, con cui nel 2008 diventa consigliere della Provincia di Foggia.
Nel 2010 approda all'UDEUR, su esplicita richiesta di Clemente Mastella. Per l'occasione viene creata una figura, quella di «Presidente Regionale», assente nello statuto del partito. Si candida alle elezioni comunali del 2011 come sindaco nella sua città San Nicandro Garganico sostenuto da una coalizione di centro-destra; viene poi sconfitto al secondo turno dal candidato del terzo polo Vincenzo Monte.
In seguito aderisce al Nuovo CDU di Mario Tassone, diventandone responsabile nazionale per le elezioni amministrative. Nel 2021 è nuovamente scelto dal centro-destra come candidato sindaco alle elezioni a San Nicandro Garganico; viene tuttavia dichiarato incandidabile ai sensi della legge Severino in virtù della condanna definitiva ricevuta nel 2011. Il suo posto come candidato di coalizione è quindi preso dal figlio Vincenzo, già consigliere comunale, il quale giunge secondo al primo turno dietro a Matteo Vocale.

### Vicende giudiziarie
Il 1º ottobre 2002 è stato condannato dalla Corte d'Appello di Bari per occupazione abusiva di suolo pubblico e falso ideologico. L'allora deputato (perché era in carica all'epoca dei fatti), nel maggio del 1999, racconta la procura, «in concorso con persona ignota induceva in errore l'agente della forestale facendo redigere un verbale di identificazione, elezione di domicilio e nomina di difensore di fiducia nei confronti di sua nonna, Arcangela Palma», per evitare la contestazione dell'abuso edilizio. Il punto è che la signora in questione, la nonna, era morta quattro anni prima. [...] Il deputato, infatti, presentò all'agente della Guardia Forestale un'arzilla vecchietta, rimasta per sua fortuna ignota, presentandola come la nonna e spiegando che era stata lei a commettere l'abuso. Si legge, infatti, nella carte processuali, che «approfittando della sua posizione di uomo pubblico per rinviare di alcune settimane le formalità per l'identificazione della donna» predisponeva «in concorso con un'anziana, donna rimasta ignota, l'inganno».
Nel gennaio 2011 è stato condannato, ancora dalla Corte d'Appello di Bari, per abuso d'ufficio. L'ex deputato con la sua giunta avrebbe fatto ristrutturare un locale, appartenente ad un ex consigliere comunale, con soldi del comune di San Nicandro Garganico, per essere adibito a sede del servizio veterinario comunale. L'11 febbraio il Prefetto di Foggia ha notificato all'Ente Provincia il provvedimento con il quale si sospende Nicandro Marinacci dalle funzioni di consigliere provinciale, quale effetto accessorio della sentenza di condanna di secondo grado per abuso d'ufficio a due anni, compresa l'interdizione dai pubblici uffici per altri cinque.
Il Tribunale Collegiale di Foggia ha emesso il 9 luglio 2025 la sentenza di primo grado nei confronti del principale indagato nell’ambito di una vasta inchiesta su un sistema illecito di rilascio di documenti e titoli di studio presumibilmente falsi, utilizzati per l’accesso a concorsi pubblici e incarichi nel settore sanitario. L’uomo, ritenuto l’ideatore e promotore dell’organizzazione, è stato condannato a 7 anni e 7 mesi di reclusione.
Le accuse a suo carico sono pesanti: associazione per delinquere, truffa, falsità materiale e ideologica in atti pubblici, contraffazione e uso di sigilli pubblici, induzione in errore di pubblici ufficiali. Il Tribunale ha disposto inoltre l’interdizione perpetua dai pubblici uffici, l’interdizione durante l’espiazione della pena e il divieto di contrattare con la Pubblica Amministrazione per cinque anni.
Il provvedimento giunge al termine di un’attività investigativa lunga e articolata, condotta dalla Tenenza della Guardia di Finanza di San Nicandro Garganico con il coordinamento della Procura di Foggia. Le indagini, concluse nel gennaio 2023, avevano portato a tre arresti, 36 perquisizioni e 33 persone iscritte nel registro degli indagati. L’organizzazione, secondo gli inquirenti, avrebbe prodotto e commercializzato falsi diplomi di Operatore Socio Sanitario (O.S.S. e O.S.S.S.), venduti anche per cifre fino a 25.000 euro, utilizzati poi da centinaia di persone in tutta Italia per ottenere in modo illecito incarichi pubblici e sanitari.
L’attività illecita si sarebbe estesa oltre la Capitanata, coinvolgendo soggetti e sedi in Napoli, Salerno, Avellino, Pescara e Barletta-Andria-Trani. In alcuni casi, a fare uso dei falsi titoli sarebbero stati anche ignari cittadini, tratti in inganno da istituti di formazione fantasma, attivi nel territorio.
Nel dispositivo della sentenza si dichiara inoltre di non doversi procedere per altri capi d’imputazione, per difetto di querela. 